# Associationsbesvär
Associationsbesvär är en form av desorganiserat tal och ett vanligt symtom för schizofreni och andra psykoser. Det innebär att man pratar osammanhängande, med konstiga pauser mitt i meningar och med ord som inte passar samman med varandra.